# Syrinx (nymf)
Syrinx var i grekisk mytologi en nymf från Arkadien som uppskattade jakt. Hon var en följeslagare till jaktens och kyskhetens gudinna Artemis och likt henne ville Syrinx behålla sin oskuld. Syrinx blev dock förföljd av en erotiskt intresserad Pan. Hon flydde till floden Ladon i Arkadien där hon med gudarnas hjälp förvandlades till vassrör för att undkomma den oönskade tillbedjaren. Dessvärre skar Pan av rören och gjorde därav en panflöjt (som i Grekland kallades syrinx). Pan använde senare denna flöjt när han utmanade Apollon i en musiktävling.

## Avbildningar av Syrinx

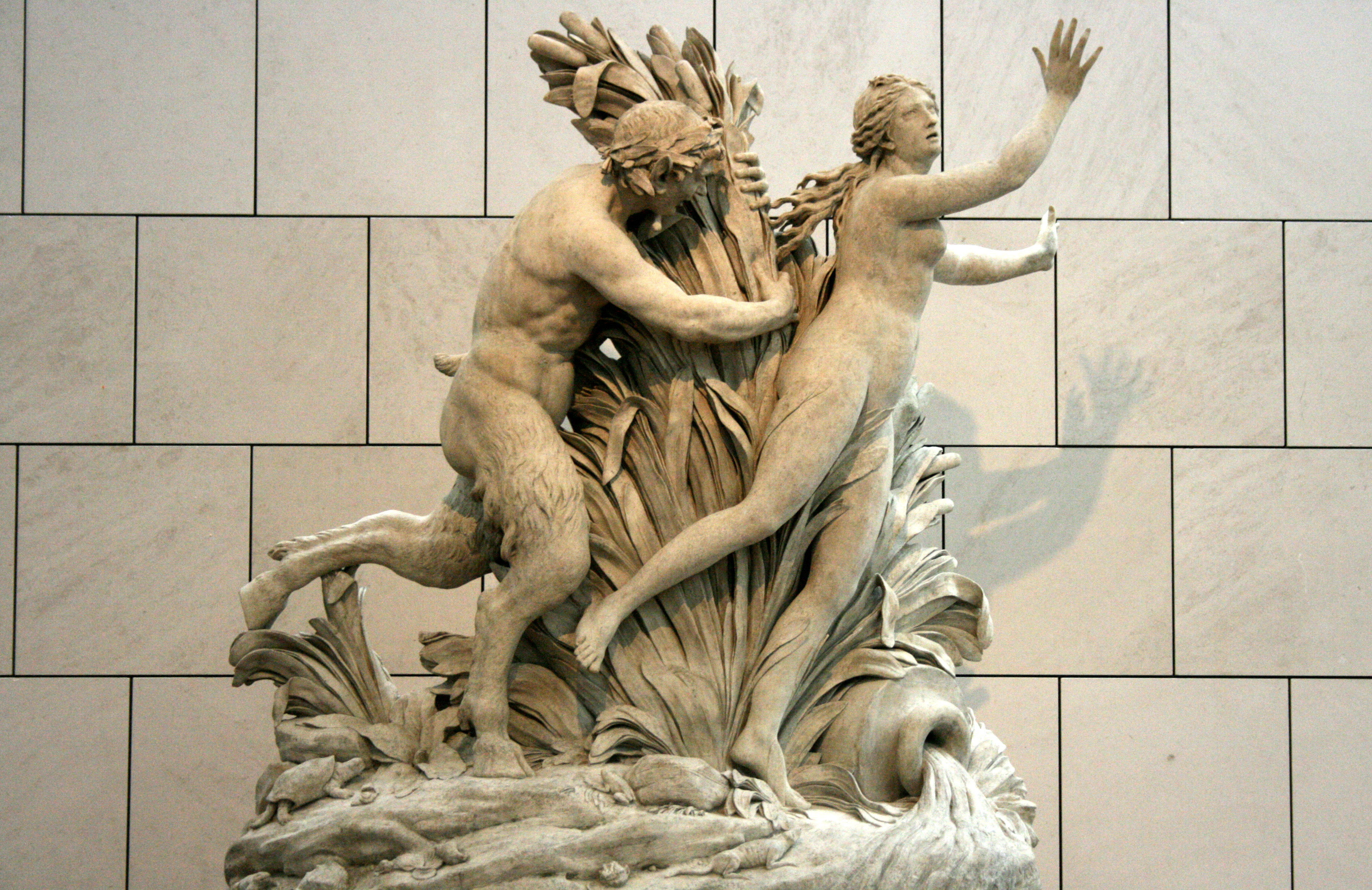
Skulptur skapad av Gilles-Lambert Godecharle från 1804 som avbildar när Pan förföljer Syrinx till floden Ladon.
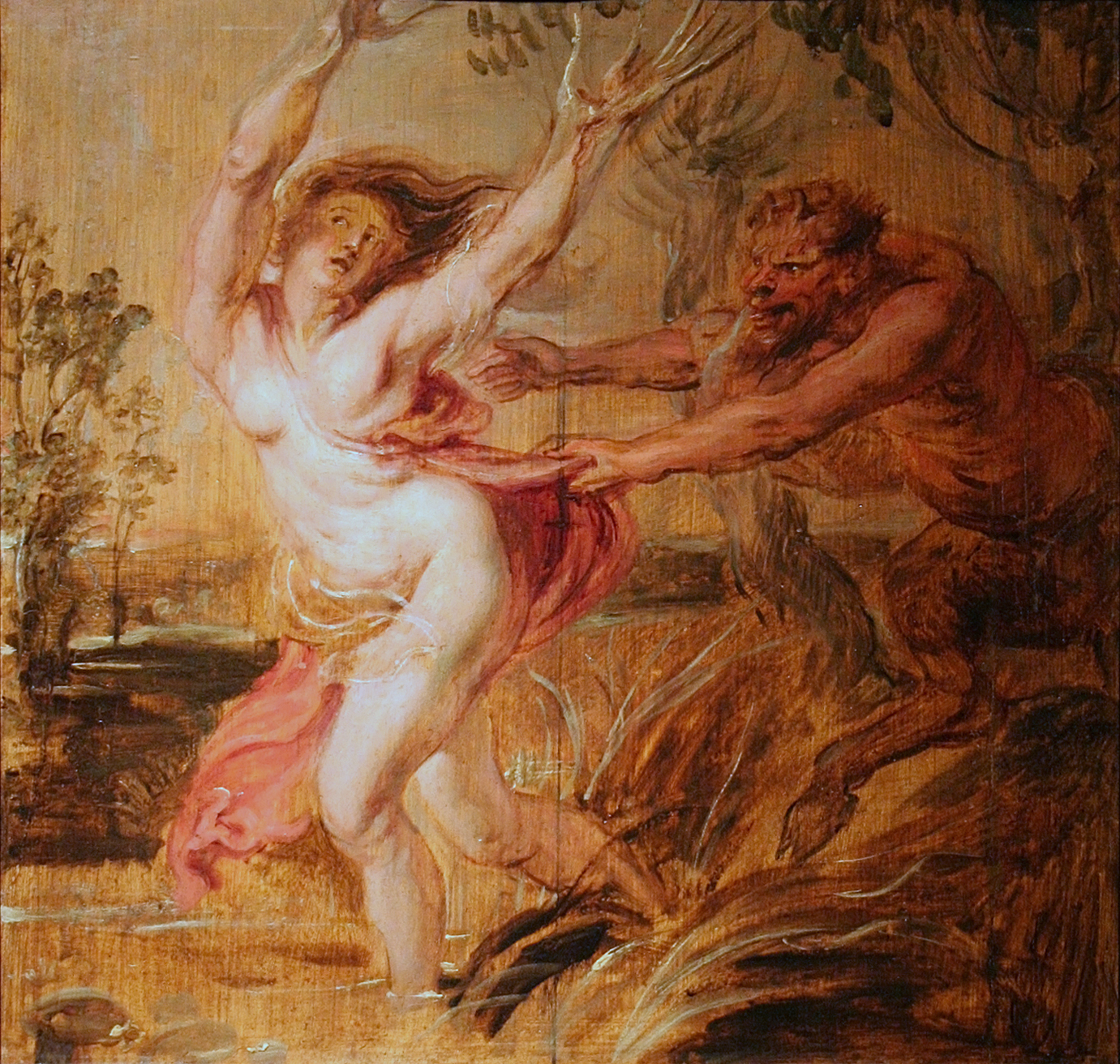
Målning av Peter Paul Rubens från 1636.
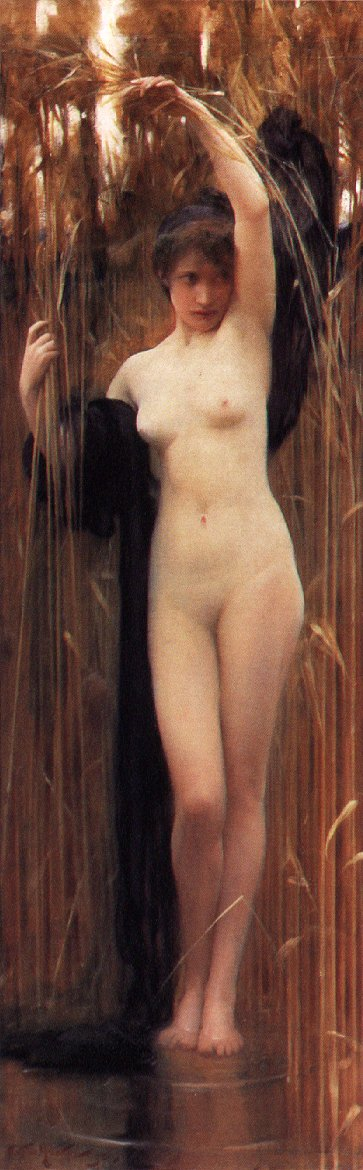
Syrinxen, målad av Arthur Hacker.
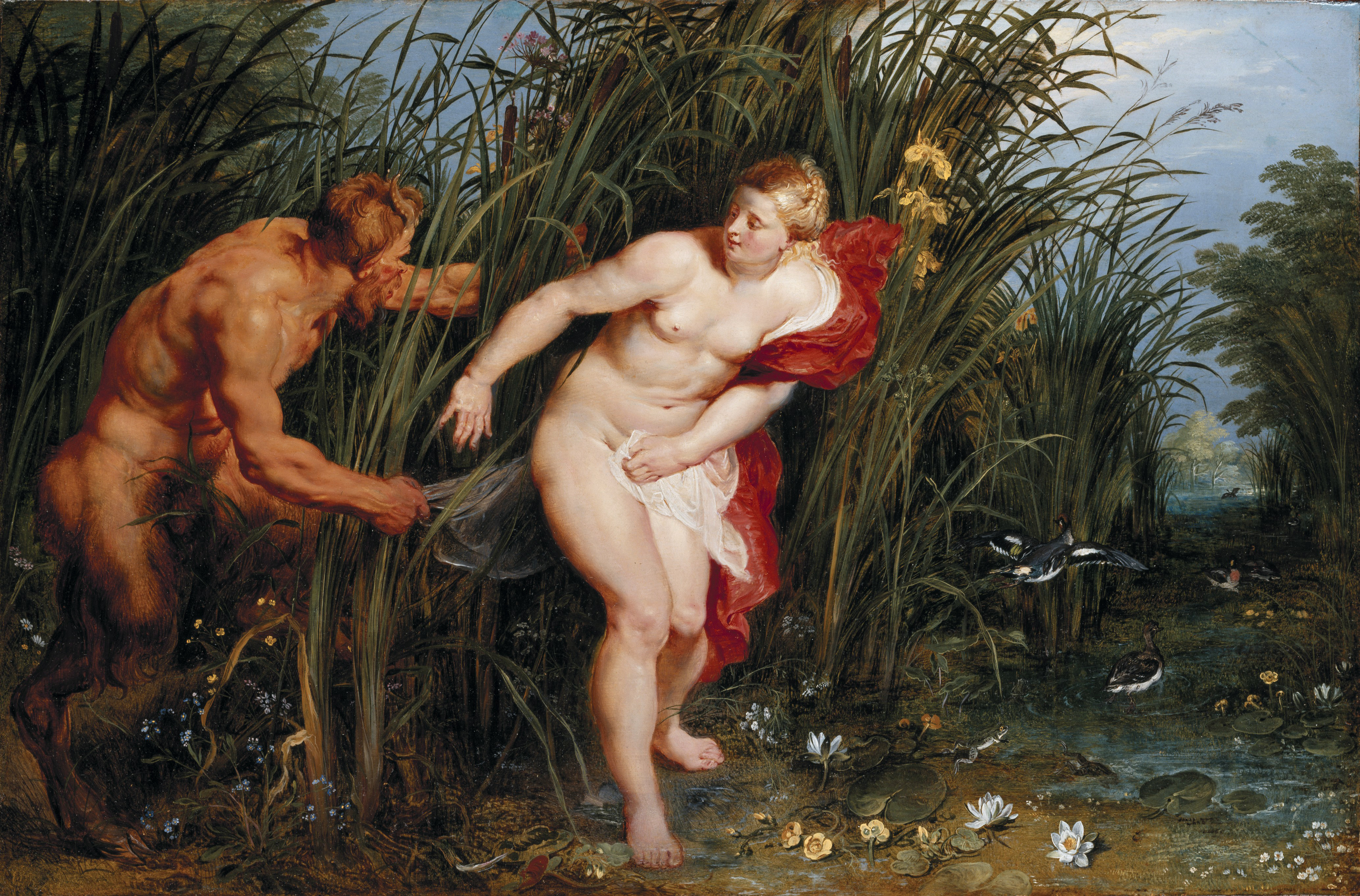
Pan och Syrinx, målad av Peter Paul Rubens och Jan Brueghel den äldre mellan 1617 och 1619.
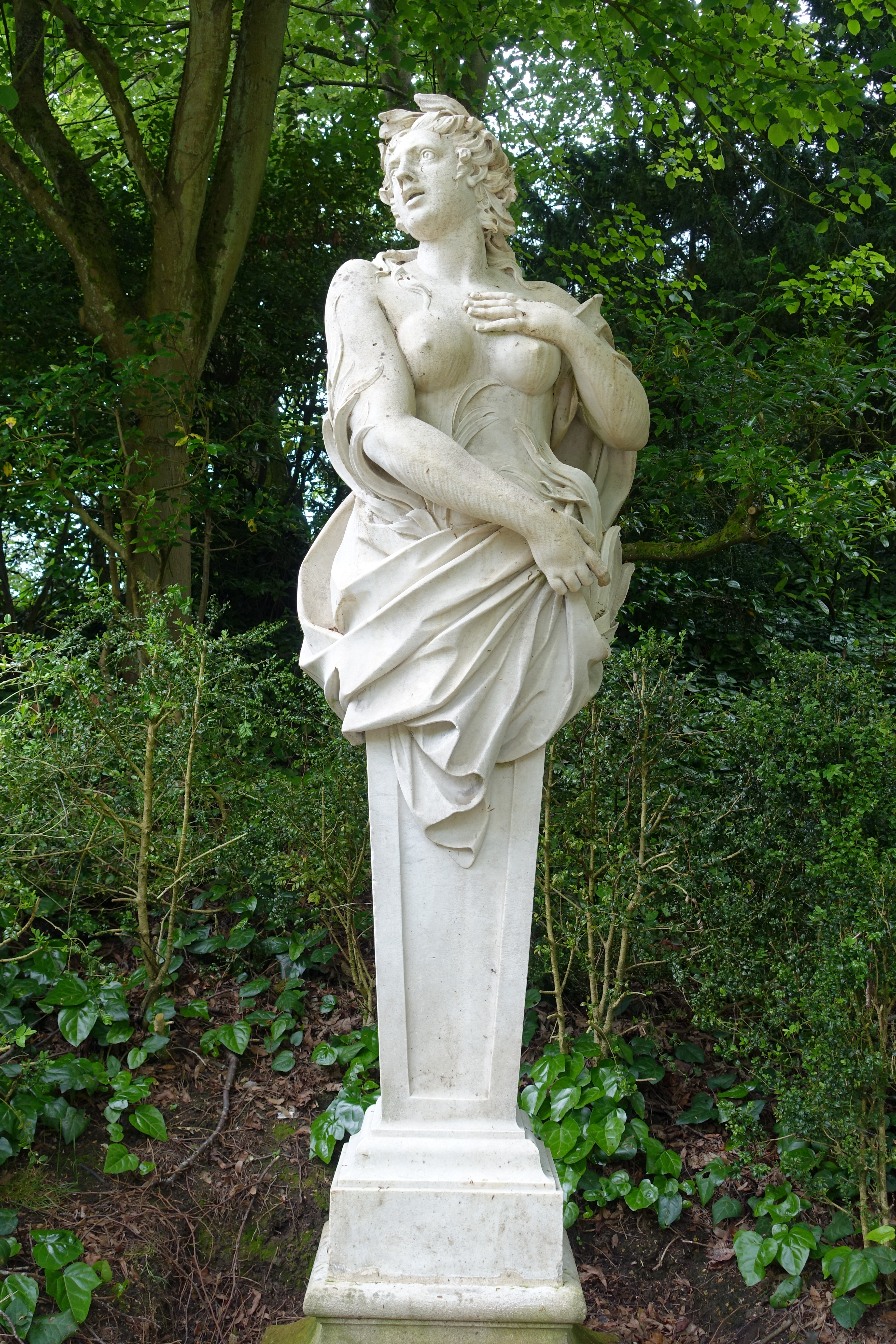
Skulptur av Syrinx som finns vid Waddesdon Manor, gjord av okänd skulptör under 1700-talet.
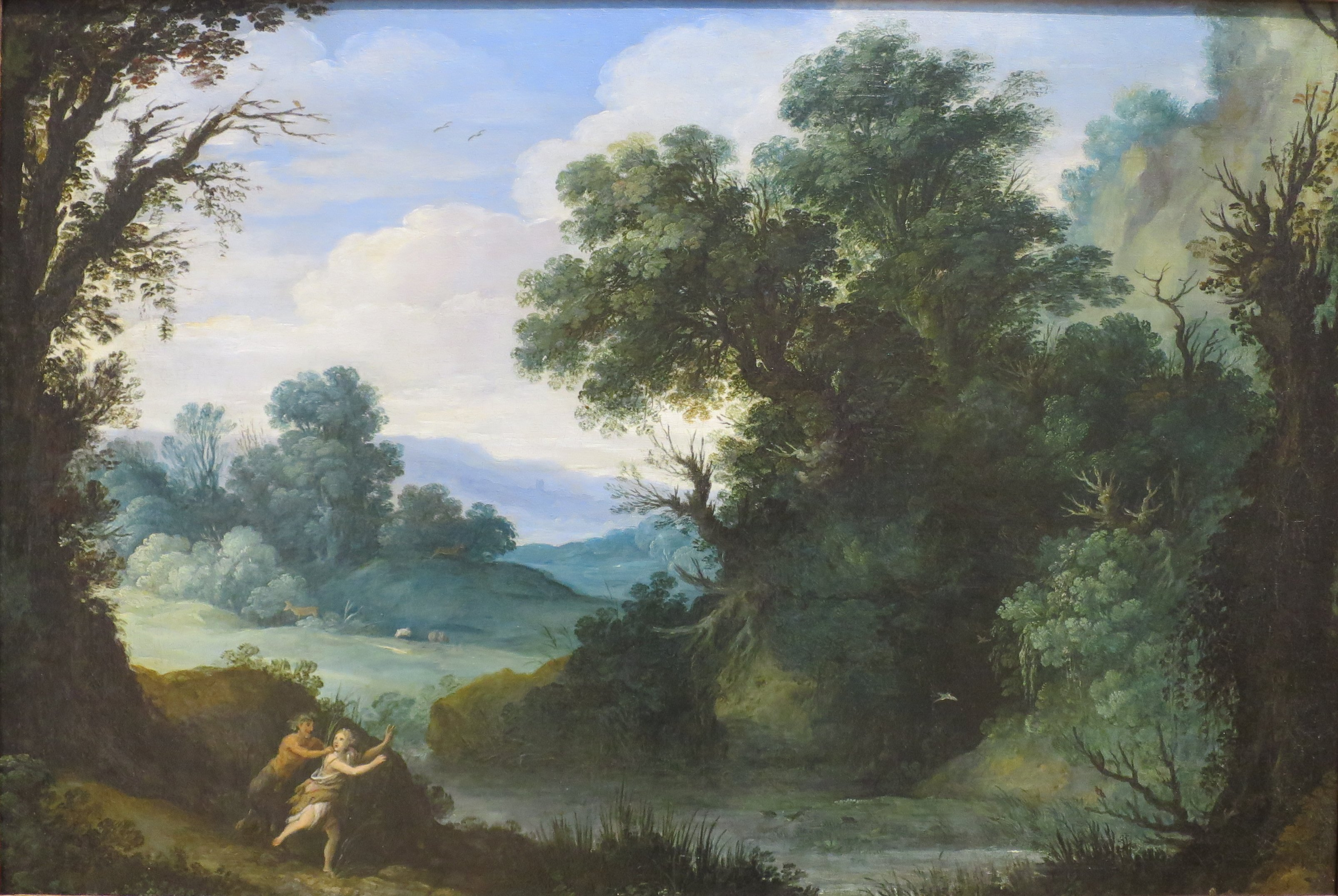
Målning av Paul Bril från 1620.